# Get Me Bodied
"Get Me Bodied" é uma canção de R&B escrita por Beyoncé, Sean Garrett, Solange Knowles, Angela Beyince, Makeba Riddick, e Swizz Beatz para o segundo álbum de estúdio de Beyoncé, B'Day (2006). Produzida por Swizz Beatz, Sean Garrett, e Beyoncé, foi lançada como sendo o quinto single do álbum nos EUA em 10 de Julho de 2007, e até o momento chegou à posição #46 na parada musical dos EUA, Billboard Hot 100.

## Videoclipe
O videoclipe foi gravado sob o nome de "Get Me Bodied (Extended Mix)", e possui participação de Kelly Rowland, Michelle Williams e a irmã de Beyoncé, Solange. Ele foi inspirado na cena "Rich Man's Frug" do filme Sweet Charity

## Move Your Body
Beyoncé fez uma versão de remistura da versão original do hit intitulada "Move Your Body" em 2011.  A coreografia foi criada por Frank Gatson, o mesmo que criou a coreografia para "Single Ladies (Put A Ring On It)".

### Videoclipe
Beyoncé juntou forças com a primeira-dama dos Estados Unidos, Michelle Obama, e com a  National Association of Broadcasters Education Foundation para ajudar para impulsionar sua campanha contra a obesidade infantil. Beyoncé renomeou "Get Me Bodied" para "Move Your Body" para o Let's Move! Flash Workout. Uma versão em espanhol também foi criada.  As letras foram trocadas para se adaptar a causa.
Em 09 de abril de 2011, uma vídeo-aula com um grupo de adolescentes dançando "Move Your Body" foi lançado online.  No vídeo, os alunos se juntam com Beyoncé para realizar a coreografia de Frank Gatson. Em 26 de abril de 2011, Beyoncé lançou o vídeo dirigido por Melina Matsoukas para "Move Your Body". 

## Formatos e faixas
- Estados Unidos CD single[6]

1. "Get Me Bodied" (Radio Edit) – 4:00
2. "Get Me Bodied" (Extended Mix) – 6:18

- Estados Unidos CD Maxi Single

1. "Get Me Bodied" (Extended Mix) – 6:21
2. "Get Me Bodied" (Timbaland Remix com Voltio) – 6:17
3. "Get Me Bodied" (Timbaland Remix com Fabolous) – 4:50

## Desempenho
| Tabelas musicais (2007)                | Melhor posição |
| -------------------------------------- | -------------- |
| Estados Unidos - Billboard Hot 100     | 46             |
| Estados Unidos - Hot R&B/Hip-Hop Songs | 10             |
| Estados Unidos - Pop 100               | 88             |
| Estados Unidos - Hot Singles Sales     | 1              |

| Tabelas musicais (2007)                | Posição |
| -------------------------------------- | ------- |
| Estados Unidos - Hot R&B/Hip-Hop Songs | 26      |